# Наполи, Николо
Николо Наполи (итал. Nicolò Napoli; род. 7 февраля 1962, Палермо) — итальянский футболист и тренер.

## Карьера
В качестве футболиста провел несколько сезонов за «Ювентус», в котором некоторое время был даже игроком основы. В составе «старой синьоры» Наполи в 1990 году побеждал в Кубке УЕФА. Также долгое время выступал в Серии А за «Кальяри».
Свою тренерскую карьеру Наполи начал в низших лигах Италии, однако вскоре он перебрался в Румынию, где он стал наставником клуба «Университятя». В дальнейшем, итальянец 10 раз приходил в эту команду на должность главного тренера, что является мировым рекордом. Несколько раз Наполи уходил на повышение в более сильные команды, но вскоре возвращался обратно. Специалист не бросал бело-голубых даже после их вылета в низшие лиги, помогая им выбираться из них. В марте 2024 года Наполи в десятый раз покинул клуб из-за конфликта с его руководством: это произошло после победы со счетом 5:0.

## Достижения

### Футболиста
- Обладатель Кубка УЕФА (1): 1989/90.
- Обладатель Кубка Италии (1): 1989/90.

### Тренера
- Лучший футбольный тренер месяца в Румынии (1): 2022 (февраль)[5].